# Butomaceae
Butomaceae este o familie de plante monocotiledonate. Singurul gen este Butomus, cu una sau două specii, cea mai des întâlnită fiind crinul de baltă (Butomus umbellatus L.), ale cărei rizomi sunt comestibili, odată gătiți. 
Sunt plante erbacee, perene, rizomatoase, acvatice, care sunt răspândite în regiuni temperate reci din Europa și Asia. 

## Lista speciilor
Conform Kew Garden World Checklist: 
- genul Butomus L. (1753) 
  - Butomus junceus Turcz. (1854)
  - Butomus umbellatus L. (1753)

Conform NCBI: 
- genul Butomus
  - Butomus umbellatus